# Johann Lüdecke

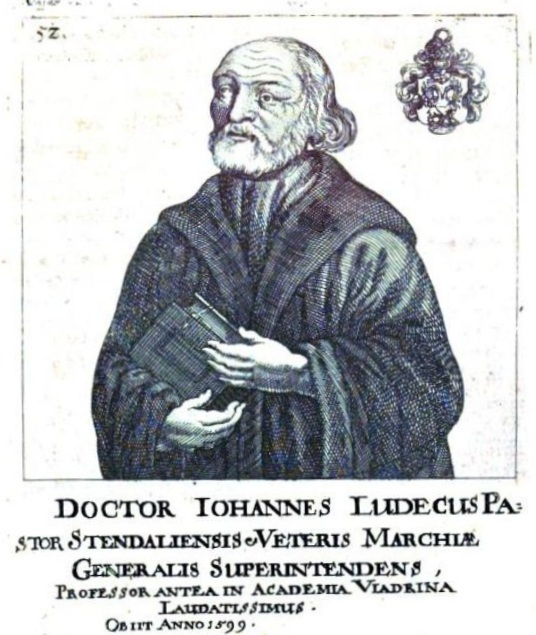
Bildnis Johann Lüdecke nach Seidel

Johann Lüdecke, auch Johann Ludecus (* um 1510 in Stettin; † 11. August 1559 in Stendal) war ein evangelischer Theologe der Reformationszeit.

## Leben
Lüdecke, Sohn eines Rademachers, wurde Pfarrer an der Marienkirche in Frankfurt (Oder), wo er nach der Einführung der Reformation in der Mark Brandenburg 1539 die erste evangelische Predigt hielt. Er wurde auch zu Vorlesungen an der Universität herangezogen und erwarb 1546 den Grad eines Dr. theol.
1547 wurde Lüdecke als Nachfolger des verstorbenen Konrad Cordatus in das Amt des Dompredigers und Superintendenten an den Stendaler Dom berufen. Sein bisheriges Amt an der Oberkirche in Frankfurt übernahm Andreas Musculus. In Stendal entfaltete Lüdecke eine große reformatorische Tätigkeit, die weit über die Stadt hinausging. Er wurde daraufhin 1551 zum Generalsuperintendenten für die Prignitz und Altmark bestellt.
Der Historiker Otto Clemen vermutet, dass Johann Lüdecke mit Johannes Bugenhagens aus Greifenberg (Pommern) stammendem Neffen Johann Lübbecke identisch sein kann. Dieser studierte in Greifswald (1516–1521). Im Jahre 1535 war er nachweislich in Cottbus. Martin Luther schrieb an ihn wegen des Widerstandsrechts.